# Pom Pom (album)
Pom Pom è il decimo album in studio dell'artista statunitense Ariel Pink pubblicato con l'etichetta discografica 4AD il 17 novembre 2014.

## L'album
Alcune canzoni del disco sono state scritte insieme a Kim Fowley dal suo letto d'ospedale, in quanto ricoverato in quel periodo (Kim Fowley infatti è deceduto nel 2015 e, Ariel Pink ha dedicato alla sua memoria il video della canzone Jell-o). L'album contiene anche dei contributi vocali da parte dell'artista Soko.
Il primo singolo estratto dall'album è Put Your Number in My Phone pubblicato il 9 agosto 2014.